# Marta Carro (Fußballspielerin)
Marta Carro Nolasco (* 6. Januar 1991 in Cádiz) ist eine spanische Fußballspielerin.

## Karriere

### Vereine
Carro spielte im Seniorinnenbereich zuletzt bis zum Ende der Saison 2015/16 für Atlético Madrid in der Primera División, der höchsten Spielklasse im spanischen Frauenfußball. In der Saison zuvor belegte sie mit ihrer Mannschaft den zweiten Platz in der Meisterschaft. In der Hinrunde der Saison 2016/17 war sie für den italienischen Erstligisten ASD AGSM Verona CF vom 1. Oktober bis zum 3. Dezember 2016 tätig, bevor sie nach Spanien zurückkehrte und in der Rückrunde der Saison 2016/17 für den Madrid CFF spielte. Seit dem 1. Juli 2017 ist sie Spielerin des FC Valencia.

### Nationalmannschaft
Nachdem Carro für die Nachwuchsnationalmannschaften des RFEF der Altersklassen U17 und U19 in Länderspielen zum Einsatz gekommen war, debütierte sie in der A-Nationalmannschaft, mit der sie am Turnier um den Zypern-Cup 2018 teilnahm, am 28. Februar im ersten Spiel der Gruppe B beim 2:0-Sieg über die Nationalmannschaft Österreichs in Larnaka. Auch im zweiten Gruppenspiel am 2. März wurde sie eingesetzt, wie auch im Finale am 7. März, das mit 2:0 gegen die Nationalmannschaft Italiens gewonnen wurde. Des Weiteren kam sie im letzten Spiel der WM-Qualifikationsgruppe 7 beim 3:0-Sieg über die Nationalmannschaft Serbiens am 4. September 2018 in Logroño zum Einsatz sowie im Freundschaftsspiel gegen die Nationalmannschaft Polens am 8. November 2018 in Leganés beim 3:1-Sieg, in dem sie mit dem Treffer zum Endstand in der 79. Minute ihr erstes Länderspieltor erzielte. Im Spieljahr 2019 bestritt sie ein Freundschaftsspiel gegen die Nationalmannschaft Belgiens, das in Cartagena mit 2:0 gewonnen wurde sowie das zweite Spiel der Gruppe B bei der 0:3-Niederlage gegen die Nationalmannschaft Polens im Turnier um den Algarve-Cup. Zuletzt kam sie im Turnier um den FFA Cup of Nations in Australien in zwei Spielen zum Einsatz (3:0 vs. Jamaika; am 16. und 2:3 vs. Australien; am 19. Februar 2023) zu zwei Länderspielen.

## Erfolge
- Zypern-Cup-Sieger 2018
- Zweiter Spanische Meisterschaft 2015